# Battologie
Een battologie of stotterspraak is beeldspraak waarbij een tekst uitgelegd wordt, terwijl dat niets toevoegt, een onnodige omhaal van woorden.
voorbeelden
de stapel leesboeken die het hele jaar was blijven liggen, voor 's avonds voor lekker te lezen
die man was doof, die kon dus echt niets horen
Ook het "komisch" bedoeld stotteren wordt battologie genoemd. 

## Herkomst
De battologie is genoemd naar koning Battus, die volgens Herodotus erg stotterde.